# ナノウォーターキューブ
ナノウォーターキューブ（英語: Nano WaterCube）とは、ウィア＝フェラン構造と外観がそっくりなナノ物質である。名称は2008年北京オリンピックの競泳競技会場となったウォーターキューブのデザインに由来している。
近年、パラジウム基板において鉛パラジウム合金薄膜で発見された。